# Karma Kagyu
Karma Kagyu (tyb.: ཀརྨ་བཀའ་བརྒྱུད, Wylie: karma bka' brgyud) – jedna ze szkół buddyzmu tybetańskiego zapoczątkowana przez I Karmapę Dysum Czienpa (1110–1193). Jest największą szkołą tradycji Kagju. Obok szkół Ningma i Sakja należy do tzw. szkoły „czerwonych czapek”, czyli trzech starszych szkół buddyzmu tybetańskiego zawierających nauki Buddyzmu Diamentowej Drogi. Obecnie najdynamiczniej rozwijająca się szkoła buddyzmu w Europie.
Zwierzchnikami szkoły Karma Kagyu są Karmapowie, którzy dzięki swoim duchowym zdolnościom potrafią przewidzieć okoliczności swoich kolejnych odrodzeń.
XVI Karmapa Rangdziung Rigpe Dordże (1924–1981) musiał opuścić Tybet, kiedy doszło do inwazji chińskich wojsk w 1959 roku. Znalazł schronienie w indyjskiej prowincji Sikkim, gdzie w klasztorze Rumtek, kontynuował aktywność. W latach 70. ubiegłego stulecia przekaz szkoły Karma Kagyu dotarł na Zachód. W Polsce nauki Kagyu kultywują dwa związki wyznaniowe: Buddyjski Związek Diamentowej Drogi Linii Karma Kagyu oraz Związek Buddyjski Tradycji Karma Kamtzang.

## Linia przekazu
Karma Kagyu, jedna z czterech głównych szkół buddyzmu tybetańskiego, jest linią przekazu jogicznego. Zawiera nauki starej szkoły (Ningma) i nowej (Sarma). Zorientowana zdecydowanie na praktykę, nazywana jest szkołą „ustnego przekazu” lub „doskonałości”. Początki Kagju sięgają IX wieku, czasów rozkwitu buddyzmu tantrycznego w Indiach. Pierwszym nauczycielem tej tradycji był wielki jogin Tilopa. Tilopa otrzymał przekaz bezpośrednio od Dordże Czanga (Budda Dzierżący Diament). Tilopa przekazał nauki swojemu uczniowi Naropie, który stworzył z nich system medytacji znany jako „Sześć Jog Naropy”, uważany za rdzeń linii Kagju. Naropa udzielił przekazu Marpie, Wielkiemu Tłumaczowi, który odbył pieszą podróż do Indii w poszukiwaniu wskazówek do praktyki, a następnie wrócił do Tybetu, by rozprzestrzeniać Dharmę w ojczyźnie. Marpa był pierwszym Tybetańczykiem, który otrzymał nauki Kagyu. Uczeń Marpy, Milarepa, był jednym z największych joginów Tybetu. Zanim zaczął praktykować, musiał najpierw wiele lat ciężko pracować, by pozbyć się negatywnej karmy, którą zgromadził. Historia jego życia jest bardzo popularna wśród praktykujących na całym świecie. Trudna młodość po śmierci ojca, zemsta na nieuczciwym wuju i ciotce i w końcu szczere pragnienie podążania ścieżką Dharmy. Milarepa spędził długie lata na samotnej medytacji w jaskiniach i osiągnął głębokie urzeczywistnienie. Jego nauki zawarte są m.in. w zbiorze stu tysięcy pieśni. Milarepa zmarł w wieku lat osiemdziesięciu, po udzieleniu przekazu swojemu głównemu uczniowi Reczungpie, który kontynuował joginiczny styl praktykowania i przekazywania nauk oraz Gampopie, lekarzowi z Dhagpo. Gampopa był pierwszym mnichem w tradycji Kagyu i stworzył podstawy systemu monastycznego tej szkoły. Przekazał również nauki w formie pisanej. Jego najważniejszy tekst to Klejnotowa ozdoba wyzwolenia, opis stopniowej ścieżki ku wyzwoleniu. Trzech najbliższych uczniów Gampopy dało początek czterem głównym i ośmiu pomniejszym szkołom buddyzmu tybetańskiego. Główne szkoły złączyły się w szkołę Kagyu, której zwierzchnikiem jest Karmapa, pierwszy świadomie inkarnujący się lama Tybetu.
Dysum Ciempa, I Karmapa, był najwybitniejszym z uczniów Gampopy. Już za młodu przejawiał on wielką moc i czystość duchowego urzeczywistnienia, a w wieku lat szesnastu otrzymał w darze od dakiń Czarną Koronę, wyraz i źródło wszechwiedzy oświecenia. Korona przekazywana była kolejnym inkarnacjom Karmapy. Wszyscy Karmapowie pracowali niestrudzenie, rozprzestrzeniając nauki Buddy. Karmapowie są uważani za emanacje bodhisattwy Czenreziga (skt.: Awalokiteśwara).

## Historia współczesna
W ubiegłym stuleciu, za życia XVI Karmapy Rangdziung Rigpe Dordże, na całym świecie powstały setki ośrodków Dharmy, w tym Karmapa International Buddhist Institute w Indiach. Obecnie zwierzchnikiem szkoły Karma Kagyu jest XVII Karmapa Trinlej Taje Dordże oraz XVII Karmapa Ogjen Trinlej Dordże.
Nauczycielem, który rozpropagował buddyzm Karma Kagju na Zachodzie, jest lama Ole Nydahl.